# Tane (provincia)

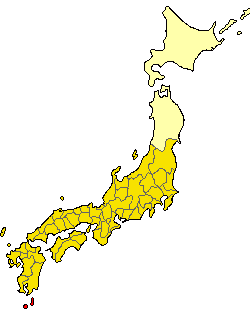
In basso a sinistra, evidenziate in rosso, le isole di Tanegashima e Yakushima, che formavano la Provincia di Tane

La Provincia di Tane (多禰国?, Tane-no kuni) era una delle antiche province del Giappone. Era formata dalle isole meridionali di Tanegashima e Yakushima, che fanno attualmente parte della Prefettura di Kagoshima.

## Storia
I tumuli (kofun?) rinvenuti a Tanegashima e due antichi santuari shintoisti di Yakushima suggeriscono che le isole rappresentassero il confine meridionale dello Stato di Yamato, l'antico nome del Giappone.
Gli annali del periodo Nara citavano spesso il nome della provincia, Tane-no-kuni, per riferirsi a tutto l'arcipelago delle Ryūkyū:
- 675, durante il regno di Tenmu: Ambasciatori di Tane no kuni furono ricevuti alla corte imperiale.[4]
- 702, durante il regno di (Mommu):  Gli annali Shoku Nihongi riportano che le province di "Satsuma e Tane ruppero le relazioni disobbedendo al re. Fu inviato un esercito che le sottomise, fece un censimento ed installò dei funzionari. L'evento segna l'istituzione ufficiale delle due province.
- 824, durante il regno di Junna nel periodo Heian, la provincia di Tane venne incorporata nella nuova Provincia di Ōsumi.[5] Una parte degli isolani, considerati barbari presso la corte imperiale, vennero trasferiti come manovalanza al servizio del sovrano.

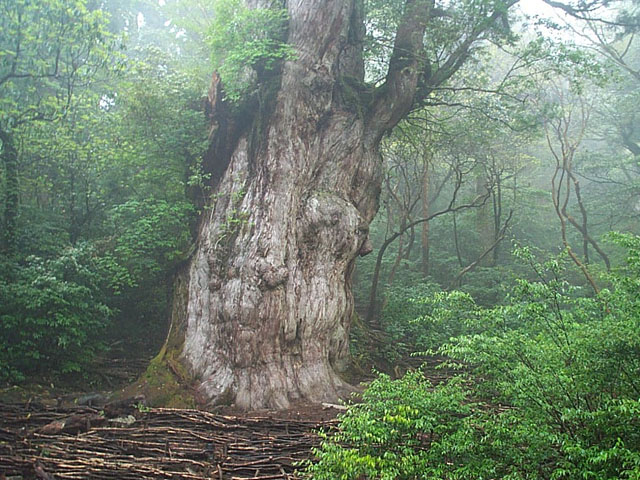
Jhomonsugi a Yakushima